# Andreas Birch

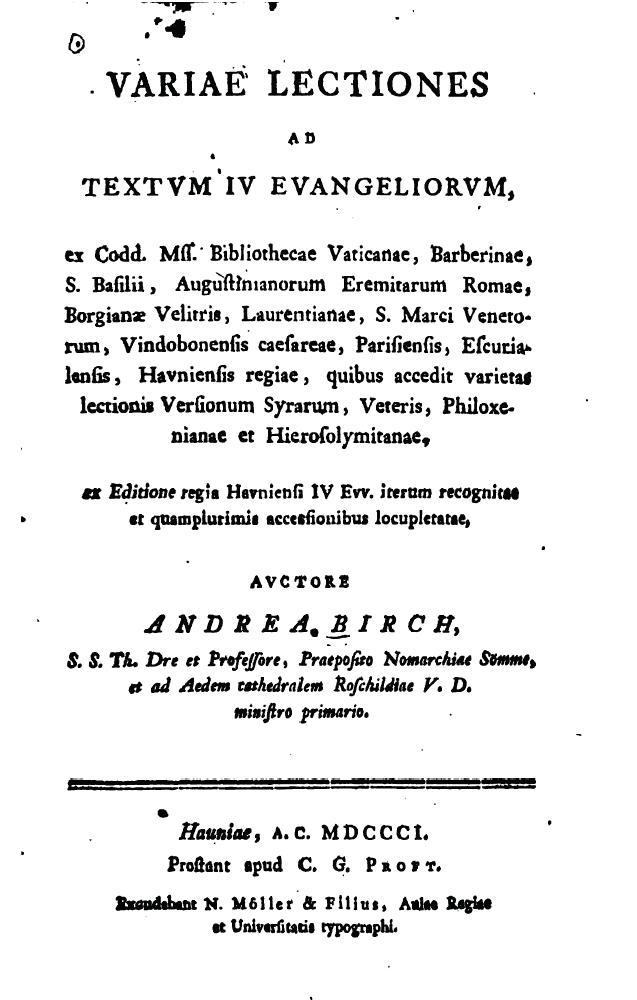
Variae Lectiones ad Textum IV Evangeliorum, Haunie 1801.

Andreas Birch, född i Köpenhamn den 6 november 1758, död den 25 oktober 1829, var en dansk biskop.
Birch blev student 1774, teologie kandidat 1779, reste därefter till Göttingen för att studera teologi och filologi under Michaelis och Heyne. På Michaelis uppmaning och med Ove Høegh Guldbergs understöd undersökte han 1781–83 de olika handskrifterna till Nya Testamentet i Rom, Florens, Bologna, Parma, Venedig och Wien. 
Efter hans hemkomst uppdrog regeringen honom att ombesörja en kritisk utgåva av Nya Testamentet. Av detta verk utkom första delen 1788; men då nästan hela upplagan gick upp i lågor vid  den stora eldsvådan 1795, tillsammans med Vajsenhuset, där Birch hade blivit präst 1789, förlorade han lusten att fullfölja det.
Han nöjde sig med att utgiva sina Variariter (1798–1801), som Griesbach upptog i sin kritiska utgåva. 1790 blev Birch dr.theol., 1792 titulär professor, 1796 domprost i Roskilde, 1803 biskop över det samtidigt upprättade Lolland-Falsters stift, varifrån han 1805 förflyttades till Århus biskopsstol, som han satt på i 24 år, till sin död.

## Utmärkelser
- Riddare av Dannebrogorden,  1810[4]
- Kommendör av Dannebrogorden,  1817[4]

[Redigera Wikidata]